# ایلوکست
ایلوکست (به آلمانی: Illuxt) شهرکی در لتونی با جمعیت ۲٬۹۳۸ نفر است که در Daugavpils District واقع شده‌است.